# 歐羅拉杜帕拉

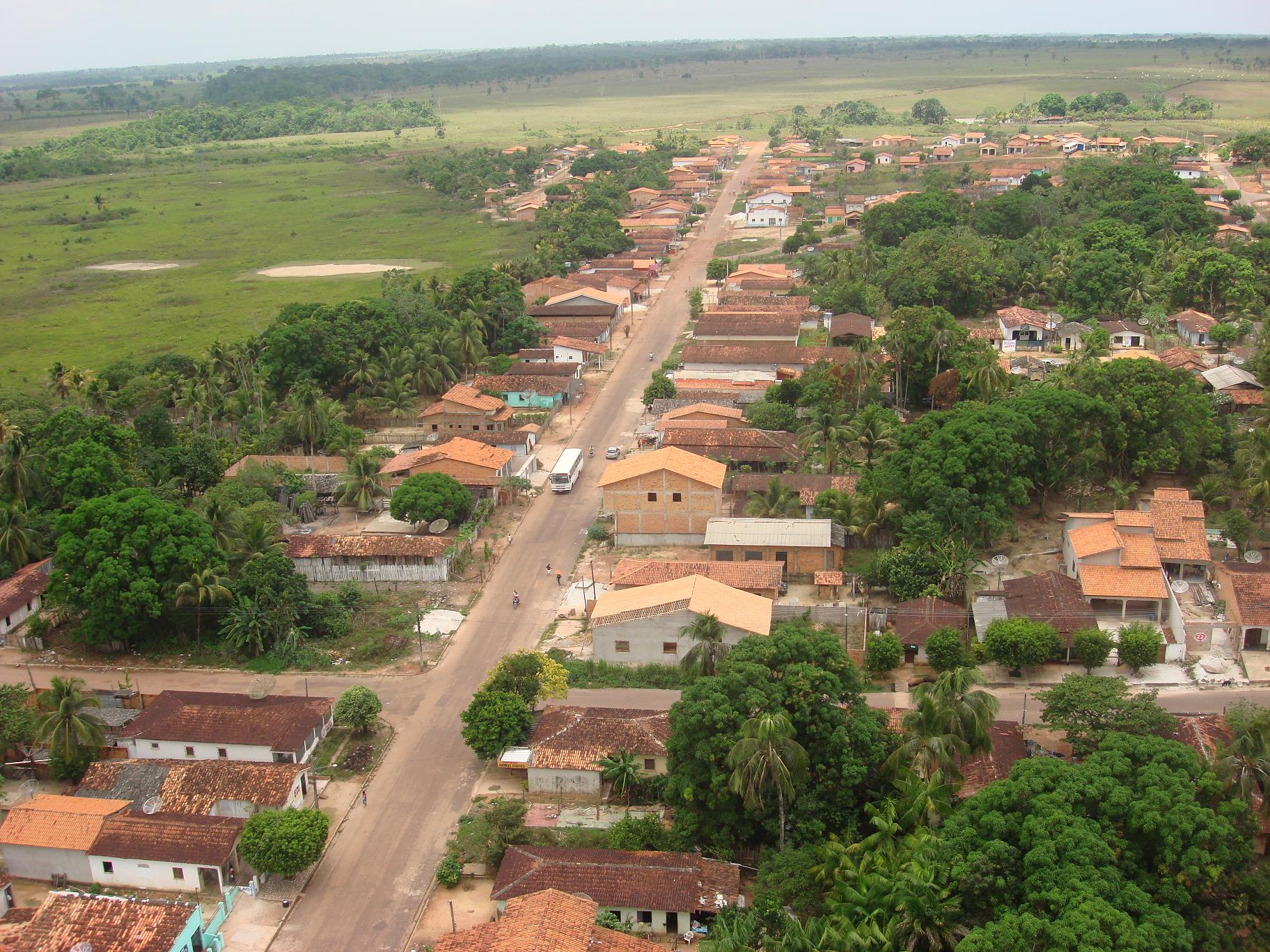
歐羅拉杜帕拉

歐羅拉杜帕拉（葡萄牙語：Aurora do Pará），是巴西的城鎮，位於該國北部，由帕拉州負責管轄，始建於1990年12月20日，面積1,812平方公里，海拔高度50米，2010年人口26,546，人口密度每平方公里14.65人。